# Штейнгель, Иван Фёдорович
Ива́н Фёдорович фон Ште́йнгель (1757 — после 1805) — капитан-командор (1801) русского флота.

## Биография
В декабре 1769 года поступил в Морской корпус кадетом. Произведён в гардемарины (1769), а затем в мичманы (1772). Участник русско-турецкой войны 1768—1774 годов, в ходе которой на кораблях «Чесма» и «Ростислав» был в крейсерстве с эскадрой адмирала Чичагова в Архипелаге (1772—1775), отличился в Патрасском морском сражении с турками (1772). В 1775 году вернулся из Архипелага в Кронштадт. Произведён в лейтенанты флота (апрель 1777). В 1778 командовал фрегатами «Помощный» и «Запасный».
В 1780—1781 годах был почётным членом масонской ложи «Нептуна надежды» в Кронштадте.
В 1781—1782 годах на фрегате «Воин» плавал в эскадре адмирала Сухотина из Кронштадта в Ливорно. В 1783—1787 годах командовал фрегатами «Унгария» и «Мстиславец», приписанными к Морскому корпусу. Пожалован чином капитан-лейтенанта (январь 1784). Отличился в русско-шведской войне 1788—1790 годов, в ходе которой в 1789 году командовал отрядом гребной флотилии и шебекой «Беллона», успешно сражался в первом Роченсальмском сражении (1789). Командуя гребным фрегатом «Святая Елена» доблестно сражался в Красногорском и Выборгском сражениях (1790). Произведён за отличие в чин капитана 2-го ранга (май 1790). Награждён золотой шпагой и орденом Св. Георгия 4-го класса (6 июля 1790 года). В 1791—1795 годах успешно командовал на Балтике фрегатом «Венус», линейными кораблями «Прохор» и «Святой Пётр». В 1796—1800 годах успешно командовал кораблём «София Магдалина». Пожалован чином капитана 1-го ранга (ноябрь 1796 года). Награждён за отличие на морских маневрах орденом Святой Анны 3-й степени (1797). В 1798—1800 годах отличился в крейсерском походе к Англии и Голландии (Текселю) в эскадрах адмирала Карцова и Макарова. Произведён в капитан-командоры флота (14 марта 1801 года). В 1801—1802 годах командовал линейными кораблями «Зачатие святой Анны» и «Благодать». С 19 февраля 1803 года уволен от морской службы в отставку.
Затем Иркутский вице-губернатор.